# Antonov An-148
El Antonov An-148 (en ucraniano: Антонов Ан-148) es un avión comercial a reacción, diseñado por la empresa ucraniana Antonov Design Bureau y construido en colaboración con Rusia en Vorónezh.

## Diseño
Su desarrollo se inició en la década de 1990 tomando como base el Antonov An-74. Se trabajó alargando el fuselaje, incorporando un nuevo diseño de alas, motores eficientes, controles fly-by-wire y aviónica moderna.
El primer vuelo del prototipo tuvo lugar el 17 de diciembre de 2004. El segundo prototipo voló en abril de 2005. Se realizaron los procedimientos de certificación y la producción en serie comenzó en 2009.
Las fábricas encargadas de producirlo eran la Planta AVIANT de Kiev y la fábrica VASO de Vorónezh. Aunque Antonov es una empresa ucraniana, casi el 70% de los componentes del avión son producidos por Rusia.

## Características

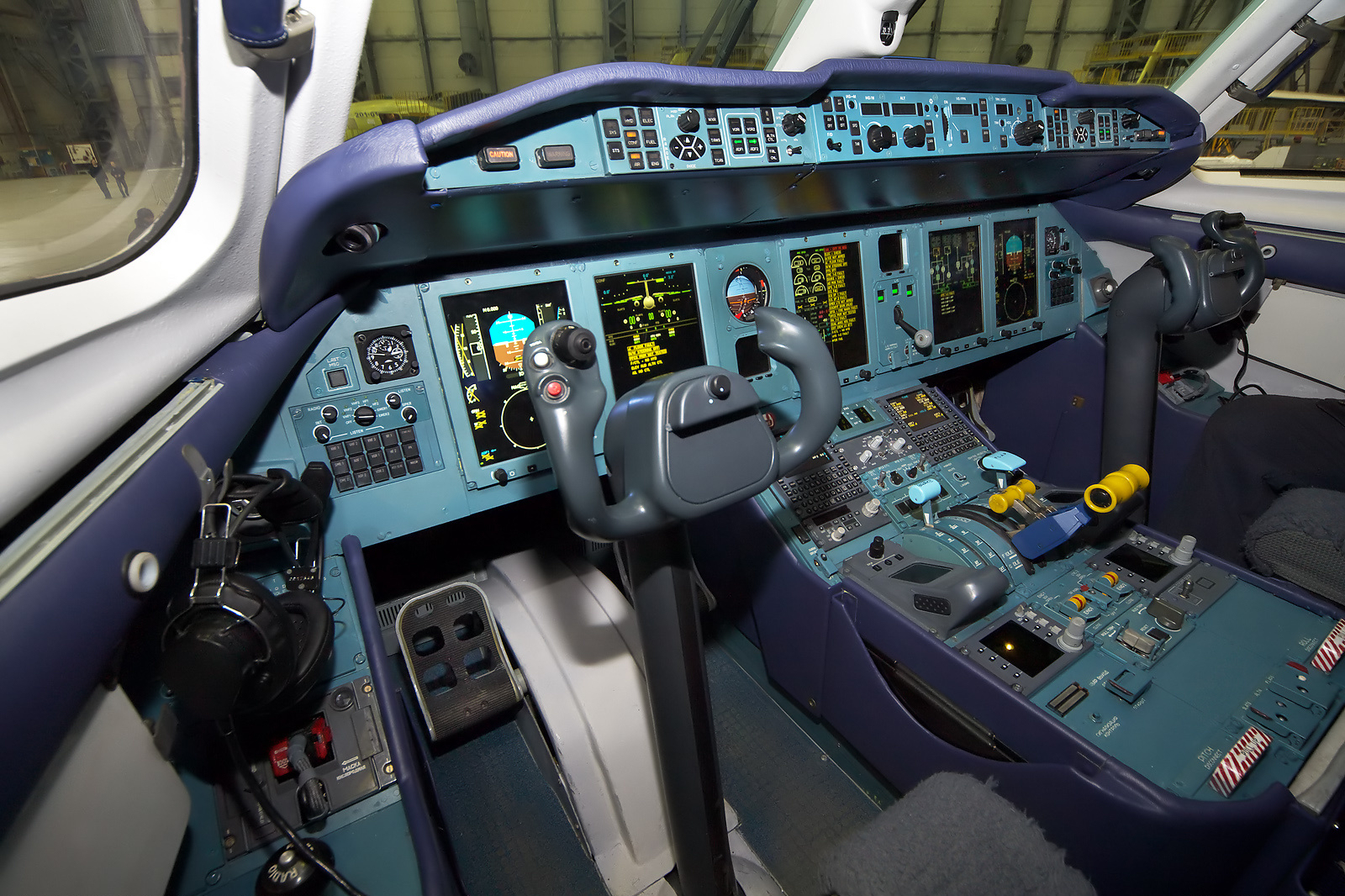
cabina de mando de un Antonov An-148-100B

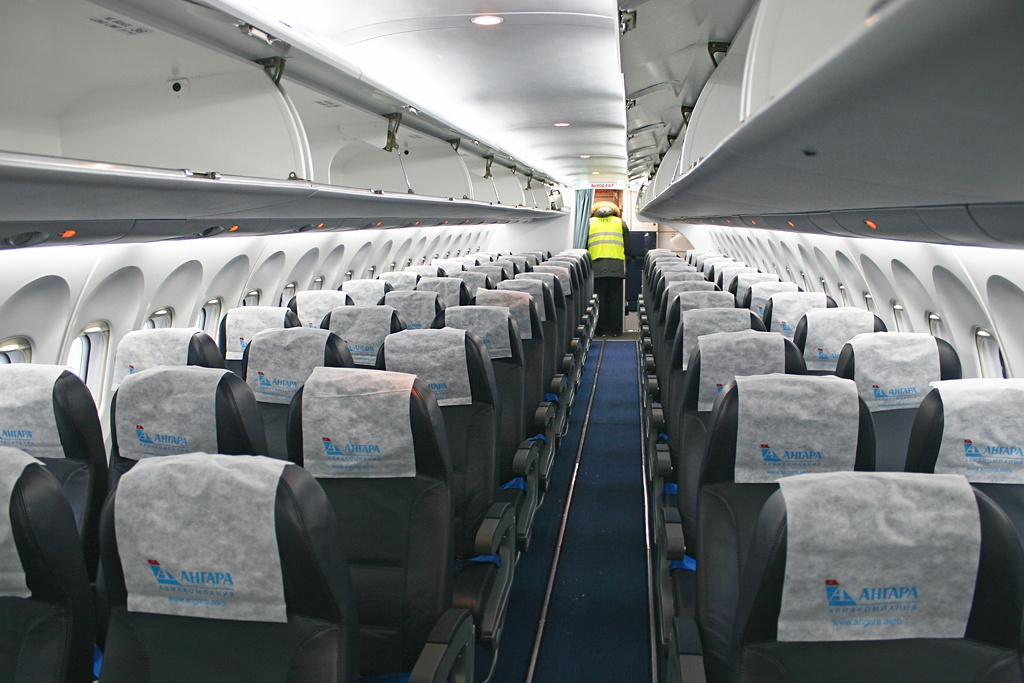
Cabina económica en configuración habitual estrecha 2-3 (ejemplo Angara Airlines). El fuselaje es más angosto que el de un Sukhoi Superjet 100.

El An-148 es un avión bimotor diseñado para vuelos regionales. Tiene alas de implantación alta en la que van instalados dos motores turbofan Motor Sich D-436-148, en una configuración apropiada que evita daños por objetos extraños en aeródromos poco preparados.
Es capaz de transportar 74 pasajeros a una distancia máxima de 2,100 kilómetros.
El An-158 es un derivado del Antonov An-74 -68 de fuselaje alargado, con capacidad hasta los 99 pasajeros, su primer vuelo fue el 28 de abril de 2010.

## Variantes

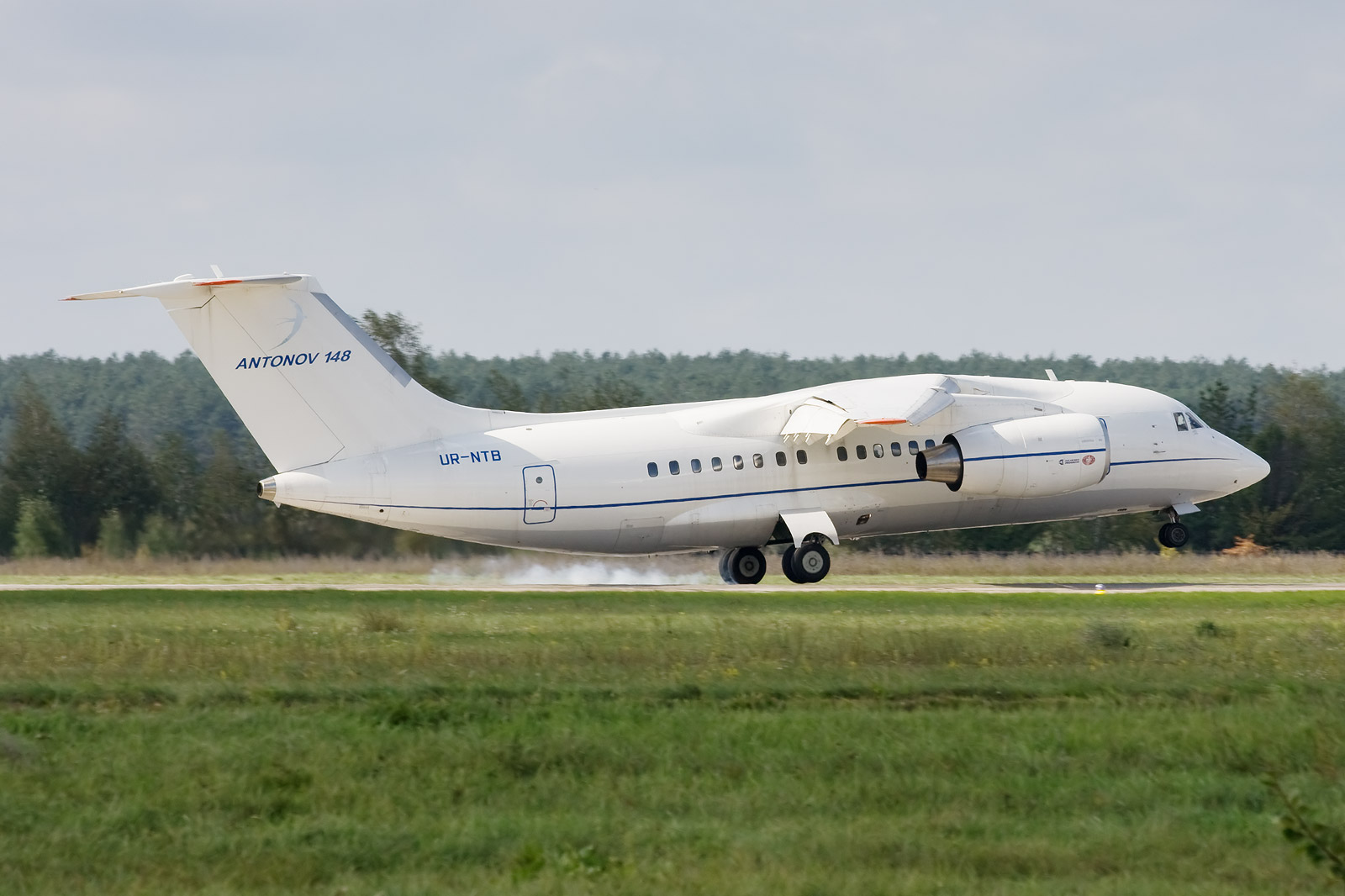
An-148 aterrizando en el Aeropuerto Internacional de Gostomel, Ucrania.

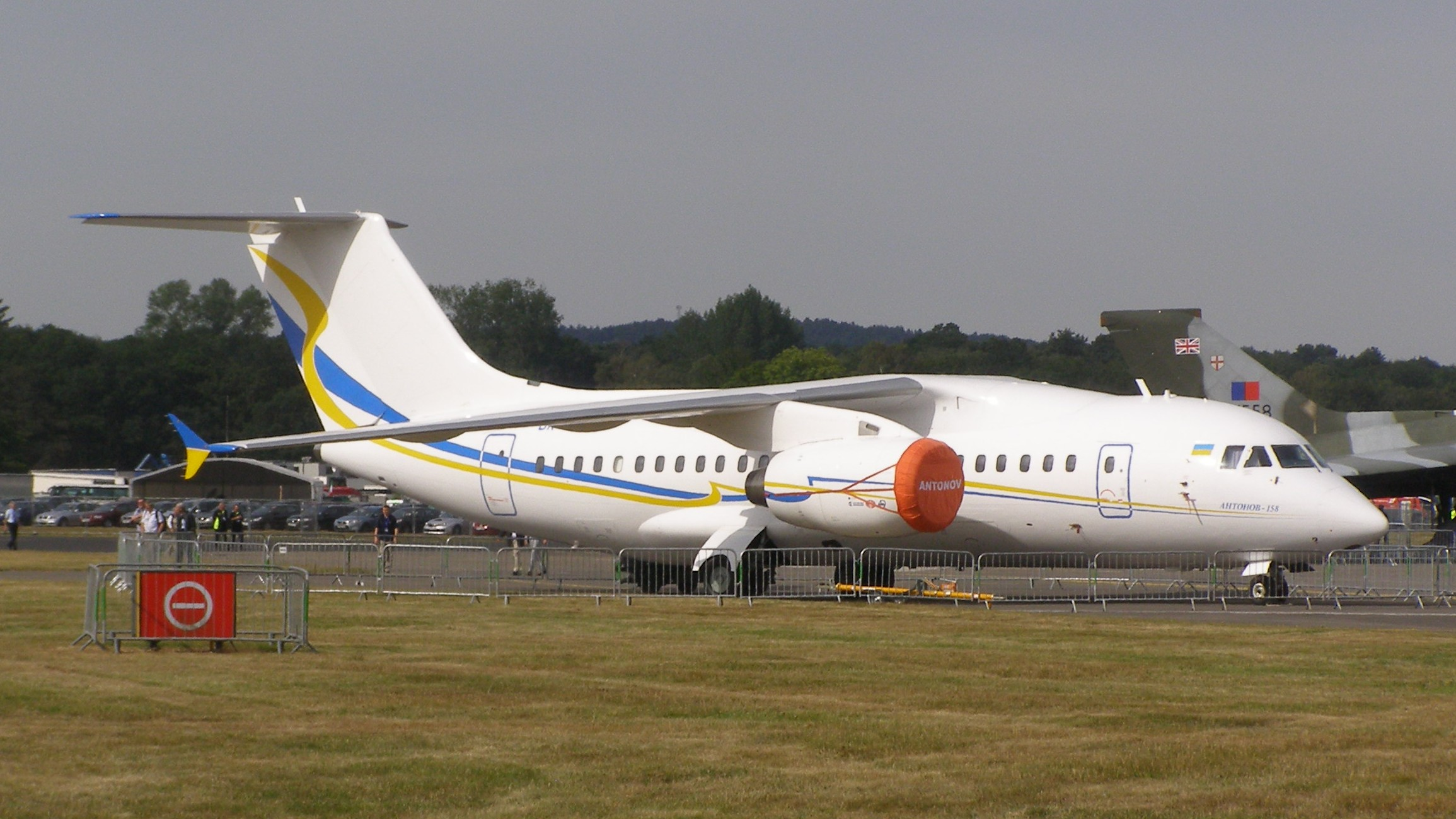
An-158 en el Salón Aeronáutico de Farnborough de 2010.

- An-148-100A  – versión inicial del An-148. Dispone de capacidad para 75 pasajeros en configuración de clase única, o de 68 en dos clases, con una autonomía de 2.100 km.
- An-148-100Bc – versión de mayor autonomía, aumentada hasta los 3.500 km.
- An-148-100E – versión de autonomía, aumentada hasta los 4.400 km, con un peso máximo al despegue de 43,7 toneladas.
- An-158 – Versión alargada con capacidad hasta 99 pasajeros en configuración de clase única[2][3] anteriormente conocido como An-148-200.[4] También cuenta con dispositivos de punta alar. La aeronave realizó su primer vuelo el 28 de abril de 2010.[5]
- An-168 – Versión corporativa del An-158.[6]
- An-178 – Versión de carga del An-158, con capacidad para transportar cargas de hasta 15 toneladas.[2][7][8]

## Operadores
El Gobierno Ruso fue uno de los principales compradores del An-148. En 2013 firmó un contrato para comprar 15 aviones de este tipo, casi la mitad de la producción total.
El An-148 no ha tenido éxito en el mercado debido a que es más costoso de operar que otros aviones de la misma categoría. Con la excepción de Cuba y Corea del Norte, no se ha exportado y su uso en aerolíneas civiles es muy limitado. En Rusia solo fue operado por Rossiya (6 aeronaves) y Angara Airlines (5 aeronaves) y en Ucrania fue utilizado por Aerosvit Airlines (2 aeronaves).
| Aerolínea          | En servicio | Pedido |
| ------------------ | ----------- | ------ |
| Angara Airlines    | 5           | 5      |
| Air Koryo          | 2           | 2      |
| Cubana de Aviación | 6           | 0      |
| Total              | 13          | 7      |

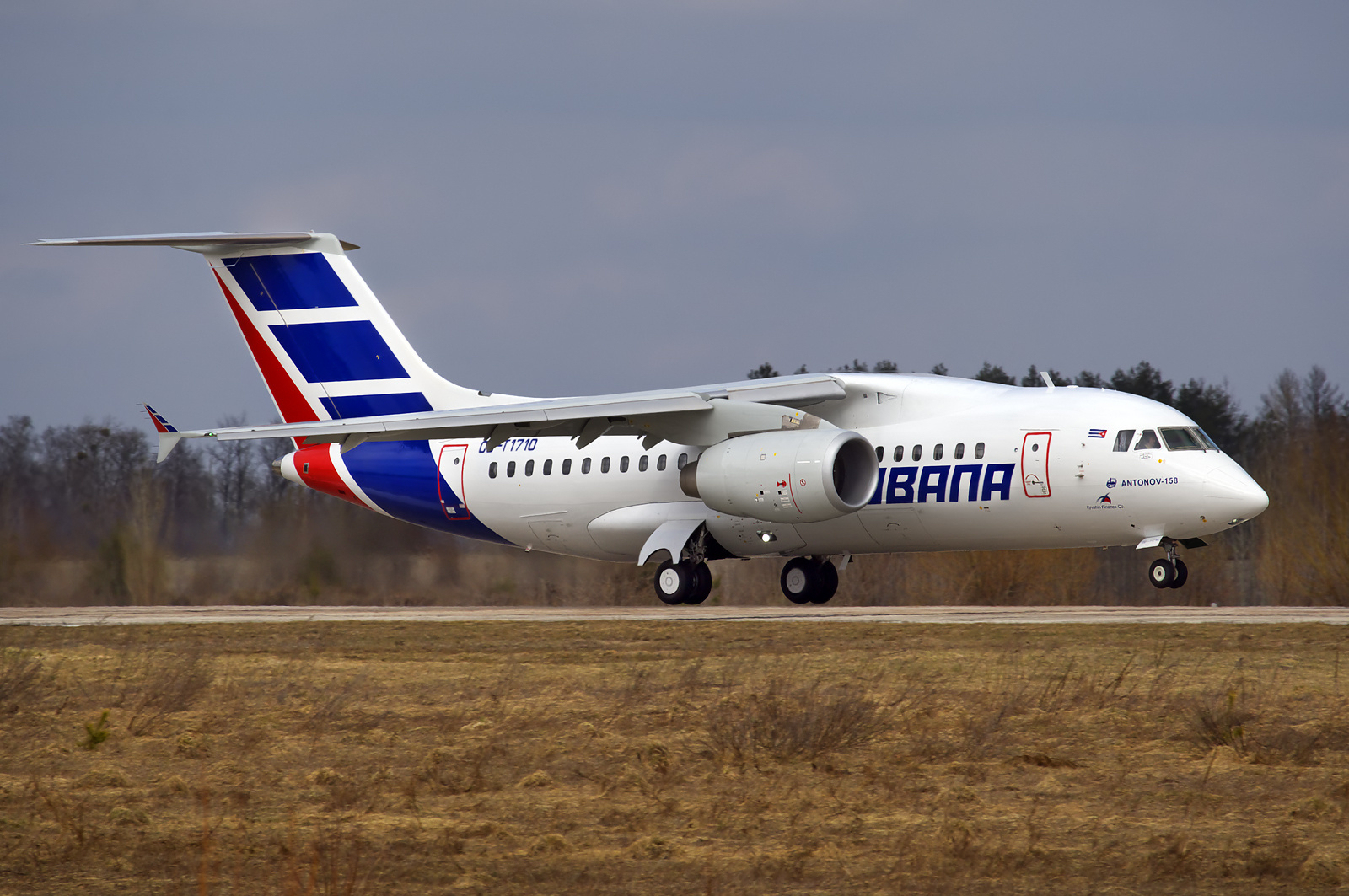
Cubana de Aviación - Antonov An-158

En febrero de 2015, el líder de Corea del Norte, Kim Jong-un presentó un An-148 como su nuevo avión privado.

### Antiguos Operadores
| Rusia - Rossiya (aerolínea) (6) Ucrania - Ukraine International Airlines (3) |

## Actualidad
El futuro del An-148 no es muy promisorio. Rusia ha retirado toda su flota de An-178 para concentrarse en usar productos nacionales y dejó de apoyar el proyecto a causa de la crisis ucraniana y las sanciones occidentales contra su economía. Ucrania por sí sola no puede producir el avión ni financiar a posibles interesados.
An-148-100E, construido por JSC "Voronezh Aircraft Company", VASO, es parte de la JSC "United Aircraft Corporation"- ELK, para el Ministerio de Defensa de Rusia. Tomando la aeronave construida el 24 de marzo de, 2018, con el número de serie 43-10, y el número de matrícula RA-61733 fue la decimotercera, construidos bajo un contrato estatal por valor de 18,437,990,000 de rublos para el suministro de 15 aviones AN-148-100 para 2013-2017, firmado por el VACO (sin la participación de ELK) con el Ministerio de Defensa de Rusia del 7 de mayo de 2013. Bajo los términos del contrato, en 2013, el Ministerio de Defensa era conseguir un avión en 2014 y 2015 - cuatro, y en 2016 y 2017 - tres An-148.

## Incidentes y accidentes
- Accidente de Antonov An-148 en 2011
- Vuelo 703 de Saratov Airlines

## Aeronaves similares
- ACAC ARJ21
- BAe-146
- Embraer E-Jets
- Fokker 70
- Mitsubishi Regional Jet
- SSJ-100
- TU-334